# Tipula tucumana
Tipula tucumana är en tvåvingeart som först beskrevs av Alexander 1946.  Tipula tucumana ingår i släktet Tipula och familjen storharkrankar. Inga underarter finns listade i Catalogue of Life.